# طين الخريشي (ردفان)

تعديل مصدري - تعديل

طين الخريشي هي إحدى قرى عزلة الحبيلين بمديرية ردفان التابعة لمحافظة لحج، بلغ تعداد سكانها 9 نسمة حسب تعداد اليمن لعام 2004.